# Обвиатив
Обвиати́в (от англ. obviate «избегать, устранять») — показатель 3-го лица, маркирующий коммуникативно менее выделенного участника ситуации. Иногда такой показатель также называют «4-м лицом». Наиболее известен обвиатив в алгонкинских языках, где каждый участник ситуации маркируется особым образом с точки зрения его коммуникативной значимости. Таким образом, в рамках грамматической категории обвиативности противопоставляются обвиатив (менее выделенный участник) и проксиматив (более выделенный участник; от англ. proximate «ближайший, непосредственный»). Как правило, для каждого глагола лексикографически задано, участник с какой ролью является проксимативным (например, агенс).

## Употребление показателей обвиативности
Морфологически алгонкинские языки (в которых в основном и встречается грамматическая категория обвиативности) принадлежат к полисинтетическому типу. Глагол имеет сложную морфологическую структуру, глагольные префиксы и суффиксы выражают много грамматических категорий, в частности, в глагол инкорпорированы относящиеся к актантам местоимения. Показатели обвиативности употребляются для различения участников ситуации в форме 3 лица. Такое различение достигается тем, что одному актанту приписывается проксимативный статус более выделенного участника, остальные актанты получаются обвиативный статус менее выделенных участников. Проксимативный участник морфологически не выделен, обвиативный маркируется суффиксом.
Обвиативность употребляется во многих контекстах: в глаголе с двумя актантами 3 лица (субъект и объект), в более широком контексте предложения, группы предложений. Несмотря на множественность контекстов, существует только два абсолютных правила, регулирующих употребление показателей обвиативности:
- только один аргумент глагола может быть проксимативным;
- если одушевлённое существительное принадлежит одушевлённому 3 лицу, то существительное-обладаемое стоит в форме обвиатива.

В простых предложениях выбор между показателями может быть довольно простым. Однако в нарративных контекстах выбор усложняется за счет того, что ранжирование становится «сложной функцией, определяемой грамматической функцией, ингерентными семантическими свойствами актантов, а также дискурсивной значимостью»
Хотя основное правило обвиативности обязывает только одного из участников иметь проксимативный статус, грамматические правила (в особенности синтаксические) алгонкинских языков предоставляют говорящему большую свободу в выборе, какой участник ситуации будет проксимативным, а какой обвиативным. Тем не менее, есть тенденции, в некоторой степени ограничивающие свободу выбора говорящего. Например, перцептивные глаголы и глаголы эмоционального состояния обычно имеют проксимативных субъектов.

## Распространение
Категория обвиативности встречается в Северной Америке, Африке и на Кавказе.

### Северная Америка
Особенно известны обвиативностью алгонкинские языки — например, мескуаки, оджибве, языки кри. Кроме того, категория обвиативности встречается в Северной Америке в некоторых салишских, кересских языках, а также языке-изоляте кутенай.

### Другие регионы
Обвиатив был засвидетельствован на Северном Кавказе в ингушском языке. Также показатели обвиативности встречаются в некоторых нило-сахарских языках и нигеро-конголезских языках.

## Примеры языков с обвиативностью

### Оджибве
Ниже приводится типичный пример обвиативно-проксимативной морфологии в восточном диалекте языка оджибве (алгонкинский). Здесь обвиатив маркируется на существительных и демонстративах, а также глагольными суффиксами.

| maaba | dash | oshkinawe       | o-gii-bawaad-am-n        | wii-bi-ayaa-ini-d         |
| этот  | EMP  | молодой.человек | 3-PAST-сниться-3INAN-OBV | FUT-приходить-be.at-OBV-3 |
| mayagi-nishanaabe-an | x-wii-bi-nis-igo-waa-d-in           |
| иностранные-люди-OBV | REL-FUT-приходить-убивать-INV-3-OBV |
'Тогда этому (PROX) молодому человеку (PROX) приснилось (PROX), что чужеземцы (OBV) придут (OBV) убить (OBV) их (PROX).'

### Потаватоми
Язык потаватоми примечателен тем, что в нём есть две степени обвиативности. Первая степень называется просто «обвиативностью», а вторая «дальнейшей (последующей) обвиативностью», которая однако редко встречается в языке. Вторая степень обозначает референта ещё менее значимого, чем референта в степени «обвиативность».

| waposo        | waposo-n   | waposo-n-un           |
| кролик        | кролик-OBV | кролик-OBV-OBV        |
| /проксиматив/ | /обвиатив/ | /дальнейший обвиатив/ |

## Обвиативность и директивно-инверсивное маркирование
Языки с грамматической категорией обвиативности являются языками с так называемыми «инверсивными» системами. Инверсивными принято называть глагольные показатели, маркирующие такое перераспределение коммуникативного ранга, которое не отражается на синтаксическом статусе имени. То есть инверсивный показатель и показатель синтаксической роли имени никак не связаны друг с другом. Для алгонкинских языков характерно противопоставление прямых и инверсивных форм. Кроме того, иерархия одушевлённости в алгонкинских языках имеет свои особенности.
Стандартная иерархия одушевлённости «1 > 2 > 3 > личность > одушевлённое > неодушевлённое» (=иерархия Сильверстайна, иерархия агентивности) включает три подыерархии:
- Лицо (1, 2>3);
- Референциальность (местоимение > имя собственное > имя нарицательное);
- Одушевлённость (личность > одушёвленное > неодушёвленное).

Иерархия одушевлённости для алгонкинских языков выглядит следующим образом:
- 2 > 1 > 3 проксиматив > 3 обвиатив.

Если в переходном глаголе агенс выше пациенса по данной иерархии, то глагольная форма морфологически маркируется как прямая:
| ni-wāpam-ā-w.   |
| я-вижу-ПРЯМ-его |
| Я вижу его.     |
| (равнинный кри) |
Если соотношение обратное, то глагольная форма маркируется как инверсивная:
| ni-wāpam-ekw-w.      |
| меня-видит-ИНВЕРС-он |
| Он меня видит.       |
| (равнинный кри)      |
Именно оппозиция прямых и инверсивных форм позволяет идентифицировать, какое лицо является агенсом, а какое пациенсом.